# Orion Pictures
Orion Pictures (officieel: Orion Releasing LLC) is sinds 1997 een productie- en distributiedivisie van de Amerikaanse filmstudio Metro-Goldwyn-Mayer. Gedurende de jaren 1980 was Orion Pictures een middelgrote, op zich staande filmstudio.

## Geschiedenis
Orion Pictures werd in februari 1978 opgericht als een joint venture van filmstudio Warner Brothers en vijf voormalige leidinggevenden van United Artists (Arthur Krim, Eric Pleskow, Mike Medavoy, William Bernstein en Robert Benjamin). Met de nieuwe studio, die vernoemd werd naar het gelijknamig sterrenbeeld, wilde het vijftal bekende filmmakers autonomie over het artistieke aspect van een filmproductie geven. Orion werd verantwoordelijk voor de productie en marketing van films, terwijl de distributie verzorgd werd door Warner Brothers.
Van de producties die de studio tussen april 1979 en december 1981 maakte, was slechts een derde winstgevend. Begin 1982 werd de samenwerking met Warner Brothers stopgezet en nam Orion distributeur Filmways over. Als een gevolg van de overname van Filmways kreeg de studio er ook een televisie-afdeling bij. Zo werd Orion verantwoordelijk voor de productie van onder meer de populaire politieserie Cagney & Lacey (1982–1988).
Orion Pictures ontpopte zich nadien tot een middelgrote filmstudio. Er werd in de jaren 1980 samengewerkt met bekende filmmakers als Francis Ford Coppola, Barbra Streisand, Alan Parker en Oliver Stone. Bij hun vroegere werkgever United Artists kaapten de leidinggevenden van Orion filmmaker Woody Allen weg. In 1984 won Orion met Amadeus (1984) de Oscar voor beste film, in de daaropvolgende jaren kende de studio commercieel succes met films als Hannah and Her Sisters (1986), Platoon (1986), Hoosiers (1986) en RoboCop (1987).
In 1988 kwam miljardair John Kluge via zijn onderneming Metromedia in het bezit van zo'n 67% van de aandelen. Desondanks bleef Orion worstelen met financiële problemen. De studio bleef weliswaar Oscarwinnende films als Dances with Wolves (1990) en The Silence of the Lambs (1991) maken, maar de opbrengst van die producties kon het verlies veroorzaakt door flops als Great Balls of Fire! (1989), She-Devil (1989) en Valmont (1989) niet compenseren. Begin jaren 1990 greep Kluge in; studiobaas Arthur Krim vertrok en verschillende film- en televisieproducties werden verkocht aan andere studio's om geld in het laatje te brengen. In december 1991 vroeg Orion het faillissement aan en kreeg het bescherming tegen zijn schuldeisers. De studio werd gereorganiseerd en mocht vanaf november 1992 met investeringen van derden opnieuw films uitbrengen.

### Overname door MGM
In 1995 werd Orion samen met het productiebedrijf MCEG Sterling en twee andere bedrijven van Kluge een onderdeel van Metromedia International Group. Twee jaar later keurden de aandeelhouders van Metromedia de verkoop van Orion aan filmstudio Metro-Goldwyn-Mayer (MGM) goed. In 1999 werd met One Man's Hero de laatste film van Orion uitgebracht, onder het label Orion Classics. In het daaropvolgend decennium verdween Orion uit beeld.
In de jaren 2010 haalde MGM de merknaam van onder het stof. In 2013 werd met Orion TV Productions een nieuwe televisie-afdeling opgericht en een jaar later werd het label Orion Pictures opnieuw gelanceerd, hoofdzakelijk voor de distributie van horrorfilms met een laag budget.
In september 2017 breidde MGM het label uit tot een op zich staande productie- en distributie-afdeling. John Hegeman werd aangeworven om de afdeling te leiden. MGM kondigde aan dat het jaarlijks zo'n vier tot zes films met een laag budget via het label zou produceren en distribueren. In 2018 werd ook het label Orion Classics opnieuw van onder het stof gehaald.
In februari 2019 werd Mirror, een joint venture van MGM en Annapurna Pictures voor de Amerikaanse distributie van films, omgedoopt tot United Artists Releasing. Enkele maanden later fuseerde de distributie-afdeling van Orion met het nieuwe label.
In augustus 2020 kondigde MGM de herlancering van Orion aan. Ter bevordering van inclusiviteit en diversiteit zou het label voortaan gebruikt worden om films van ondervertegenwoordigde filmmakers (waaronder vrouwen, niet-blanken, leden van de LGBT-gemeenschap en mensen met een beperking) uit te brengen.

## Bekende films van Orion Pictures

### Oorspronkelijke studio (1978–1997)
- Caddyshack (1980)
- Arthur (1981)
- Excalibur (1981)
- Prince of the City (1981)
- Rambo: First Blood (1982)
- Breathless (1983)
- Zelig (1983)
- The Cotton Club (1984)
- Amadeus (1984)
- The Terminator (1984)
- The Falcon and the Snowman (1985)
- Platoon (1986)
- Hannah and Her Sisters (1986)
- ¡Three Amigos! (1986)
- Hoosiers (1986)
- RoboCop (1987)
- No Way Out (1987)
- Lionheart (1987)
- Mississippi Burning (1988)
- Bull Durham (1988)
- Crimes and Misdemeanors (1989)
- Dances with Wolves (1990)
- The Silence of the Lambs (1991)
- Blue Sky (1994)

### Als MGM-divisie (1997–heden)
- The Town That Dreaded Sundown (2014)
- Every Day (2018)
- Child's Play (2019)
- Bill & Ted Face the Music (2020)